# 코모리 준
코모리 준(일본어: 小森 純, 1985년 11월 22일 ~ )은 일본의 모델이다.